# 广通寺 (北京)
广通寺，位于北京市海淀区高梁桥斜街，是一座汉传佛教寺院，为北京外八刹之一。现已无存。

## 简介
广通寺创建于元朝元世祖至元年间，原名法王寺，明朝改称广通寺，明朝正统五年（1440年）、嘉靖三十八年（1559 年）、清朝康熙年间、雍正十一年（1733年）、乾隆二十二年（1757年）重修。法王寺是为谟沙室利三藏诵经而兴建，属于元朝佛寺禅、教、律三类中的教院，到清朝乾隆年间已经改为禅院。该寺曾有元朝僧人贵吉祥立的碑记、明朝嘉靖年间大学士徐阶撰文的《重修广通寺碑》、康熙帝御书“息心净行”、“慈灯普照”匾额、俞兆晟撰文的《重修广通寺碑》、雍正帝御书“福佑升恒”匾额及《御制广通禅寺碑》、乾隆帝《御制过广通寺诗》碑等文物。
明朝李贤主编的《大明一统志》卷一《顺天府》记载：“广通寺，在府西北二十里，旧名法王寺，正统五年重修。”明末清初孙承泽写的《春明梦余录》卷六十六记载：“元法王寺，即今广通寺，在高梁桥西北。寺四角有石楼门，前玉河水色如碧，古柳参天，高梁一桥横亘水上。余少时读书东角楼者三年，西山黛色，时照书幌。”清朝《乾隆一统志》卷七《顺天府四》记载：“广通寺，在西直门外高梁桥，康熙五十五年敕建，雍正十一年重修，乾隆二十二年又修。有圣祖御书二匾，曰：‘息心净行’，‘福佑升恒’。”
清朝于敏中主编的《日下旧闻考》卷九十九记载：

〔原〕广通寺在廵河厂北，崇基若一冈阜，累级而升。寺门前缭以短垣，寺四角有高楼，可以眺望，亦春游一胜地（《燕都游览志》）。臣等谨按：广通寺门额，圣祖御书。又御书正殿额二：一曰“息心净行”，一曰“慈灯普照”。正殿外檐恭悬世宗御书额曰“福佑升恒”，殿前恭立御制文碑。……
〔原〕广通寺，元之法王寺也，内有二碑，皆嘉靖中大学士华亭徐阶所撰，余姚李本书，成国公朱希忠篆额。碑称寺系至元间本刹住持贵吉祥建，至明更额广通，内官监太监田用、御马监太监梁经修之。《燕都游览志》谓崇基若冈阜，累级而升，今去周行止二三尺耳（《渌水亭杂识》）。……
〔增〕乾隆七年御制过广通寺诗：门隐松篁天雨华，驱车偶过梵王家。山僧想是萧闲甚，古鼎敲烟自煮茶。闲抛贝叶觅云门，试问迦文旨若存？会得经禅都是幻，风幡公案不须言（广通寺为教院，后亦参禅云）。
〔増〕徐阶重修广通寺碑略：广通寺实法王寺之别院也，至元间，圆明普教三藏法师黙沙实哩沙节依于斯，为诵经之所，住持贵吉祥建石以记其事，至我朝余二百年，渐就颓坏，太监黄锦重建之，经始于嘉靖己未八月，迄工于庚申三月。嘉靖三十九年立石。
清朝光绪年间缪荃孙主编的光绪《顺天府志》记载：“广通寺在高梁桥西北。寺为元法王寺之别院，至元间建。明嘉靖己未，太监黄锦重建之（据明徐阶重修寺碑略）。崇基若冈，累级而上，寺门前缭以短垣，寺四角有高楼，可以眺望，亦春游一胜地（《燕都游览志》）。内有二碑，皆嘉靖中大学士华亭徐阶所撰，余姚李本书，成国公朱希忠篆额（《渌水亭杂识》）。本朝康熙年间僧实资修治（《寺院册》……）。雍正十一年发帑重修，殿前恭立世宗御制广通禅寺碑文。”
广通寺曾出过两位名僧。一位是元朝白莲宗的释普度（1255年-1330年）。元朝至大元年（1308年），朝廷下令将白莲宗断禁。至大三年（1310年）普度到元大都，多方活动以恢复白莲宗的合法性。至大四年（1312年），元武宗驾崩，元仁宗即位，不久元仁宗降旨解除对白莲宗的禁令。在元大都期间，普度曾住该寺。后来普度回到南方，在丹阳圆寂，元文宗赐号“虎溪尊者正辩广教真济大师”。
另一位是清朝的释际醒（1741年-1810年）。乾隆三十三年（1768年）冬，到广通寺参粹如纯禅师，成为临济宗三十六世传人。乾隆三十八年（1773年），粹如纯禅师迁住万寿寺，际醒接任广通寺住持，任职十四年。在永明延寿禅师的影响下，禅净兼修。乾隆五十七年（1792年），迁住觉生寺，任住持八年。嘉庆五年（1800年），退居红螺山资福寺，重建道场，世称“红螺彻悟”。后被奉为净土宗第十二祖。
广通寺旧址位于西直门外，北京交通大学附属小学（原为北下关小学）东侧，广通苑居民小区院内及附近。现存若干遗物：
- “廣通古寺真跡”碑：1999年，北京启发房地产开发经营有限责任公司等4家公司将部分遗物集中到广通苑居民小区1号楼旁的绿地中，并树立“廣通古寺真跡”碑。该碑外形为一面矮墙，上部嵌有原来嵌在广通寺山门上的康熙帝御书广通寺额“敕建广通寺”，下部嵌有一石，石上刻有“廣通古寺真跡”六字，落款为北京启发房地产开发经营有限责任公司等4家公司的名称以及立碑时间。[1][2]
- 《敕建广通寺碑记》：立于清朝康熙五十一年（1712年），1999年迁到广通苑居民小区1号楼旁的绿地中。《敕建广通寺碑记》为俞兆晟撰文，曹曰瑛书丹。碑文在《日下旧闻考》卷九十九有摘录。如今该碑原物的最下面部分似乎被埋在地里，所以下面的碑文仅是地上可见部分，文字应有若干脱落：[1][2]

都城西直门外乾隅有寺，原名法王，乃元至元间僧贵吉祥所建，而为三藏法师沙谟室利弘法道场，历今四百年矣。中经废而复兴，事迹详载时大学士徐阶碑记。寺基垲爽，左列雉堞，右环西山，如玉泉、圣感、香□、潭柘诸名刹，参差岩岫，历历在目，而玉泉之分流禁籞者，穿林瀓碧，沿九衢尘土之外，忽标清境，昔之结宇焚修，良有以也。惟是阅岁既久，漂□风雨，布金舍卫，善果诚难。康熙四十二年癸未冬，延禧宫随跸过此，悯其倾圯，遂传命禅师实资移锡寺中，议兴复之举。师为秦邮儒家子，幼而厌俗，年十四弃家，游京师，剃发于西华潭之蕉园，戒律精严，机锋住持，丘仗局之佛堂，芟芜除垢，大辟精蓝，积三十年如一日，禁廷侍从诸公，敬礼备至，而延禧宫因委之，为圣躬祈福地，建摩利文天宝殿，香灯梵呗，晨夕加更，复请御书万寿兴隆寺额以褒之。盖其操行甚洁，矢愿甚弘，故能感集众善，以竟其志。适承斯命，荷负愈重，报效益切，劝善鸠工，十历寒暑，得成万寿殿三楹，奉无量寿佛祝延圣寿。前为天王殿，后为大雄宝殿，中塑三世尊佛，左右环以十八阿罗汉，再后为方丈，各二十七楹，为禅堂，为斋堂、厨库。于是僧俗至者，咸得游观，于丛林规模，亦云备矣。山门左偏，复建茶房五间，隆冬盛夏，设茶汤以给行者。既落成，师曰：“是可以报慈宫，为至尊祝釐之命矣。”康熙五十一年三月十八日，特赐御书广通寺额，天章彪炳，与奎壁同辉。师复慨肰曰：“圣恩若此，福佑何□！顾予精力□衰，未能再为弐廓计，但寺临辇道，当往来畅春园之半途，□翠□临奉，出入必经，王公贵游，络绎扈从，中外臣庶，接轸联镖，莫不徘徊瞻憩，异日者得大檀越，结大胜缘，开水殿于祗林，引香泉于初地，仰祝圣寿，如此之方至日增岁益，若此名区，不永称极乐乎？”噫！禅师之愿力如是，可谓法门龙象，上赞圣化者也。是用勒石，以志一时胜因，且见师意之无尽云。
康熙五十一年岁次壬辰秋七月中元日建 际会 了泰 了善 

广通寺住持沙门比丘 实资 际在 了□ 了奋 实智 际悟 了洪 了成。
监修比丘 明杲。
- 《御制广通禅寺碑》：立于清朝雍正年间，1999年迁到广通苑居民小区1号楼旁的绿地中。该碑为雍正帝撰文，碑文如下（括号内文字据《日下旧闻考》卷九十九补）：[1][2]

距都城西关一里，（有桥）跨玉泉之东流，桥西北平原垲爽，旧有法王寺，后改名广通。 圣祖仁皇帝曾命兴（工修治），御书门榜，仍其名，复赐殿榜二：曰“自习净（行）”，（曰）“（慈）灯普照”。宸翰辉煌，光照梵宇。（雍正）十一年八月，特发帑金，重为修葺，越一月而竣事焉。寺邻禁城门，当辇道，往来者络绎其下，故宜宣讲教（乘开）导愚蒙，使知生佛之 不二，身心之本幻，而悉入如如法门，莫不优游于广大无碍圆通之境，利益宁可限量（欤）？夫众生本无迷与不迷之分，蒙与不蒙之异，由于妙明真性，一念妄起，而不自觉，遂妄逐诸有，沦没不返，（遂）成生佛之岐，而生佛之原，实无岐也。先圣由是悯之，而立（言）设教，巧譬曲喻，积至三藏十二部，无非欲使（背觉）合尘者皆背尘合觉而已。然人同此心，心同（此体），本自清净，本自具足，迷觉之所不涉，净染之所不干，尘（沙世）界，无有少间，上下古今，无有不贯，虽三藏十二部之文，无一字离，终无一字著也。教不云乎？四十九年（说法），（未）曾有一字，故虽讲演而本无讲演，修证而本无修证，惟能因讲演而识无讲演，起修证而达无修证，妙（契真心），圆修万行，则欣厌之情来，尘缘之妄空，一心即法界，而自他之境胥忘，法界即一心，而能所之见面礼悉泯。（融般若）智而无碍，证菩提果以何难，何不可共臻广大神通之域，普绩慧灯于无尽也欤！
大清雍正□□年十一月初一日内阁学士兼礼部侍郎加一级臣励宗□□

- 龟趺：一个。其上现无石碑。1999年迁到广通苑居民小区1号楼旁的绿地中。[1][2]
- 石柱基：一个。现存广通苑居民小区。[1]
- 广通寺后墙：长约近百米，现为广通苑居民小区的后墙。[1]
- 古树：现存多株。广通苑居民小区1号楼旁的绿地中有两株，广通苑居民小区院内还有其他古树，另有三株位于北京交通大学东南门前的街心。[1][2]